# Eunice aphroditois
Eunice aphroditois (Pallas, 1788) è un anellide policheta della famiglia Eunicidae.

## Descrizione

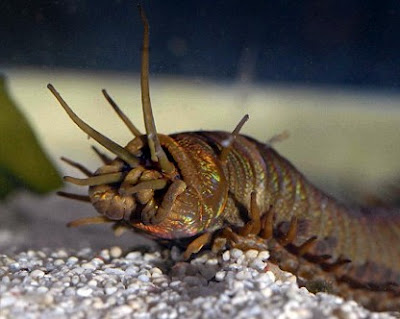
Eunice aphroditois

È un predatore acquatico presente sul fondo oceanico che può raggiungere una lunghezza di 3 metri.
Nasconde il suo lungo corpo sotto il fondo oceanico e aspetta in agguato che una delle sue cinque antenne gli segnali la vicinanza di una preda, reagendo solamente allo stimolo delle suddette in quanto privo di un cervello. Armato di denti affilati, il suo attacco è famoso per la sua velocità e ferocia, in quanto può a volte  tagliare a metà la sua preda.
È conosciuto anche con il nome di Bobbit Worm, in riferimento al caso di Lorena Bobbit.
L'animale possiede inoltre un apparato per l'alimentazione che si rivolta in modo estroflessibile, ciò gli permette di ritirare le mandibole all'interno della bocca per poter mangiare le prede o per potersi nascondere sotto il fondale marino durante il giorno, in quanto predatore principalmente notturno. L'animale è diffuso principalmente in acque calde e temperate, come quelle del Mar dei Caraibi o del Mar Mediterraneo. È stato inoltre notato che durante l'attacco inietti nella preda una tossina della quale ancora non è ben noto lo scopo, ma è ipotizzato serva per narcotizzare la vittima o, in alternativa, ucciderla.